# Alojzy Kosiba
Fr. Alojzy Piotr Kosiba, OFM (29. června 1855, Libusza – 1. dubna 1939 Wieliczka) byl polský františkánský řeholník (laický bratr), klášterní almužník. Katolickou církví byl prohlášen za ctihodného, což je jeden z předstupňů beatifikace.

## Život
Pocházel z rodiny prostých rolníků. Vyučil se ševcem a jako ševcovský tovaryš začal pracovat v Tarnówě. Z vydělaných peněz podporoval své chudé rodiče. Roku 1878 vstoupil v Jaroslavli do řádu menších bratří františkánů, kde přijal řeholní jméno Alois (Alojzy). Po dvou letech složil časné sliby a v roce 1885 sliby věčné. Celý život pak prožil ve františkánském konventu ve Wieliczce, kde zastával službu almužníka.
Obcházel vesnice a prosil obyvatele o milodary (naturální) pro svůj klášter. Přitom učil vesničany katechismus. Kromě toho v klášteře opravoval spolubratřím obuv a zastával ještě další práce - pomáhal v kuchyni, nebo pracoval na zahradě. Lidé jej nazývali apoštolem dobroty, či apoštolem ubohých. Jeho spolubratři na něj vzpomínali jako na "muže vzácné ctnosti a andělské čistoty."
Zemřel ve Wieliczce v roce 1939. Roku 1963 byl v Krakově zahájen na diecézní úrovni jeho beatifikační proces. Akta procesu byla postoupena do Říma, a bratr Alois byl prohlášen služebníkem Božím. V roce 2007 byl o bratru Aloisovi natočen film Braciszek (Bratříček). Dne 7. července 2017 ho papež František prohlásil za ctihodného.